# Udviklings- og Forenklingsstyrelsen
Udviklings- og Forenklingsstyrelsen (UFST) er en dansk styrelse, der er en del af Skatteforvaltningen under Skatteministeriet. Udviklings- og Forenklingsstyrelsens kerneopgave er at vedligeholde eksisterende it-systemer og samtidig udvikle tidssvarende og fremtidsparate it-løsninger til den danske skatteforvaltning.
Direktøren for Udviklings- og Forenklingsstyrelsen er Niels Gotfredsen.
Jørgen Bo Madsen er  kontorchef i Udviklings- og Forenklingsstyrelsen.